# R.E.M.: Singles Collected
R.E.M.: Singles Collected és una compilació de la banda estatunidenca de rock alternatiu R.E.M., publicada l'any 1994 per la I.R.S. Records. Conté les cares-A i cares-B de tots els senzills publicats entre els àlbums Murmur (1993) i Document (1987). Aquest fou el darrera treball relacionat amb R.E.M. que va publicar la discogràfica I.R.S. Records, malgrat que ja feia sis anys que R.E.M. publicava per Warner Bros..

## Llista de cançons
Totes les cançons foren escrites i compostes per Bill Berry, Peter Buck, Mike Mills i Michael Stipe, excepte les indicades. 
| Núm.          | Títol                                                              | Composició                                                       | Durada |
| ------------- | ------------------------------------------------------------------ | ---------------------------------------------------------------- | ------ |
| 1.            | «Radio Free Europe» (edit)                                         |                                                                  | 3:11   |
| 2.            | «There She Goes Again»                                             | Lou Reed                                                         | 2:50   |
| 3.            | «So. Central Rain»                                                 |                                                                  | 3:16   |
| 4.            | «King of the Road»                                                 | Roger Miller                                                     | 3:13   |
| 5.            | «(Don't Go Back To) Rockville» (edit)                              |                                                                  | 3:54   |
| 6.            | «Catapult» (directe)                                               |                                                                  | 3:55   |
| 7.            | «Cant Get There from Here» (edit)                                  |                                                                  | 3:13   |
| 8.            | «Bandwagon»                                                        | Berry, Buck, Mills, Stipe, Lynda Stipe                           | 2:16   |
| 9.            | «Wendell Gee»                                                      |                                                                  | 3:02   |
| 10.           | «Crazy»                                                            | Randall Bewley, Vanessa Briscoe, Curtis Crowe, Michael Lachowski | 3:03   |
| 11.           | «Fall on Me»                                                       |                                                                  | 2:50   |
| 12.           | «Rotary Ten»                                                       |                                                                  | 2:00   |
| 13.           | «Superman»                                                         | Mike Bottler, Gary Zekley                                        | 2:52   |
| 14.           | «White Tornado»                                                    |                                                                  | 1:55   |
| 15.           | «The One I Love»                                                   |                                                                  | 3:16   |
| 16.           | «Maps and Legends» (directe)                                       |                                                                  | 3:15   |
| 17.           | «It's the End of the World as We Know It (And I Feel Fine)» (edit) |                                                                  | 3:11   |
| 18.           | «Last Date»                                                        | Floyd Cramer                                                     | 2:16   |
| 19.           | «Finest Worksong» (Other Mix)                                      |                                                                  | 3:47   |
| 20.           | «Time After Time Etc.» (directe)                                   |                                                                  | 8:22   |
| Durada total: | Durada total:                                                      | Durada total:                                                    | 67:23  |